# Los Tigres del Norte
Los Tigres del Norte es una banda musical mexicana de música norteña, fundada en Mocorito, Sinaloa, México en 1968. Con ventas que ascienden a las 30 millones de copias es una de las agrupaciones más reconocidas del género, debido a su larga trayectoria y a sus éxitos a nivel de la comunidad mexicana en la diáspora. Su campo principal son los corridos, los cuales han sido censurados en varias ocasiones, incluso en su propio país (México). 
Es la única agrupación mexicana que ha logrado ganar 6 premios Grammy y 12 Grammy latino y también su música ha traspasado fronteras llegando a conquistar los cinco continentes, aparte han filmado 40 películas al lado de los hermanos Almada (Mario y Fernando) entre otros actores de altísima trayectoria. 
Su estilo está basado en la música regional de México, el cual se funda principalmente en instrumentos como el bajo eléctrico o contrabajo, el acordeón, el bajosexto, la batería, y en ocasiones se incluyen otros instrumentos de percusión. La lírica en sus canciones fluctúa entre lo romántico y el corrido, y han dado paso a un nuevo género letrístico musical, denominado narcocorrido, en el que narran vivencias de miembros (líderes, la mayoría) de bandas del narcotráfico que operan en México. Destaca el narcocorrido «Muerte anunciada», que dedican al legendario narcotraficante colombiano Pablo Escobar, «El Jefe de Jefes», en el que glorifican el poder y la influencia del ahora preso Miguel Ángel Félix Gallardo (más tarde, el ahora fallecido Arturo Beltrán Leyva adoptaría como mote el título de este último) y «La reina del sur» basado en la novela literaria de Arturo Pérez-Reverte de la cual se hizo una serie basada en la obra del escritor español.
Han alcanzado fama en México y Estados Unidos, especialmente en California y Texas debido principalmente a la gran cantidad de mexicanos que habitan allí. También han encontrado fama en Colombia. 
Su repertorio musical incluye más de 80 discos grabados, y un total de aproximadamente 750 temas, incluidos los LP, discos compactos, casetes, sencillos y remasterizados.
En 1988, fueron acreedores al Premio Grammy, por su disco Gracias América... sin fronteras. Algunas de sus canciones más destacadas son «El niño y la boda», «Ni parientes somos», «La banda del carro rojo», «La mesa del rincón», «Golpes en el corazón» o «El jefe de jefes».
En el año 2000, para la primera edición de los premios Latin Grammy, consiguieron 1 nominación al Mejor Álbum Norteño por "Herencia de Familia", llevándose el gramófono a casa. Un año después, en la segunda edición de los premios, estuvieron nominados nuevamente como Mejor Álbum Norteño por "De paisano a paisano" y como Mejor Canción Regional Mexicana por el tema homónimo perteneciente a ese disco.
En 2004, volvieron al escenario de los premios Latin Grammy con 2 nominaciones: Mejor Álbum Norteño por "Pacto de Sangre" (el cual ganaron) y Mejor Canción Regional Mexicana por "José Pérez León". En 2005 estuvieron nominados a Mejor Álbum Norteño por "Directo al corazón". En 2006, repitieron nominación dentro de esta categoría con el disco "Historias que contar", acumulando un nuevo gramófono para su carrera musical. En 2007, volvieron a estar nominados a Mejor Álbum Norteño por "Raíces", además fueron homenajeados con un Latin Grammy a su trayectoria.
En 2011, el disco MTV Unplugged los llevó a Los Latin Grammy con la nominación como Mejor Álbum del Año y Grabación del Año -por Golpes en el corazón, tema incluido en el disco e interpretado en compañía de Paulina Rubio-, incorporando un nuevo premio a la lista por la primera.
Cinco años más tarde, se reencontraron con la academia latina de la música por sus dos nominaciones como Mejor Álbum Norteño por "Desde el Azteca" y Mejor Canción Regional Mexicana por "Ataúd", llevándose ambos Latin Grammys a casa.

## Miembros
- Jorge Hernández: acordeón y vocalista (1968 - presente).
- Hernán Hernández: bajo eléctrico, vocalista y 2.ª voz (1968 - presente).
- Eduardo Hernández: segundo acordeón, bajo sexto, saxofón y voz (1988 - presente).
- Luis Hernández: bajo sexto y voz (1996- presente).
- Óscar Lara: batería (1968 - presente).

### Exmiembros
- Raúl Hernández: bajo sexto y voz (1968 - 1995).
- Freddy Hernández (†): percusiones (1991-1993).
- Guadalupe Olivo: saxofón y acordeón (1973 - 2001 - 2009).

## Biografía

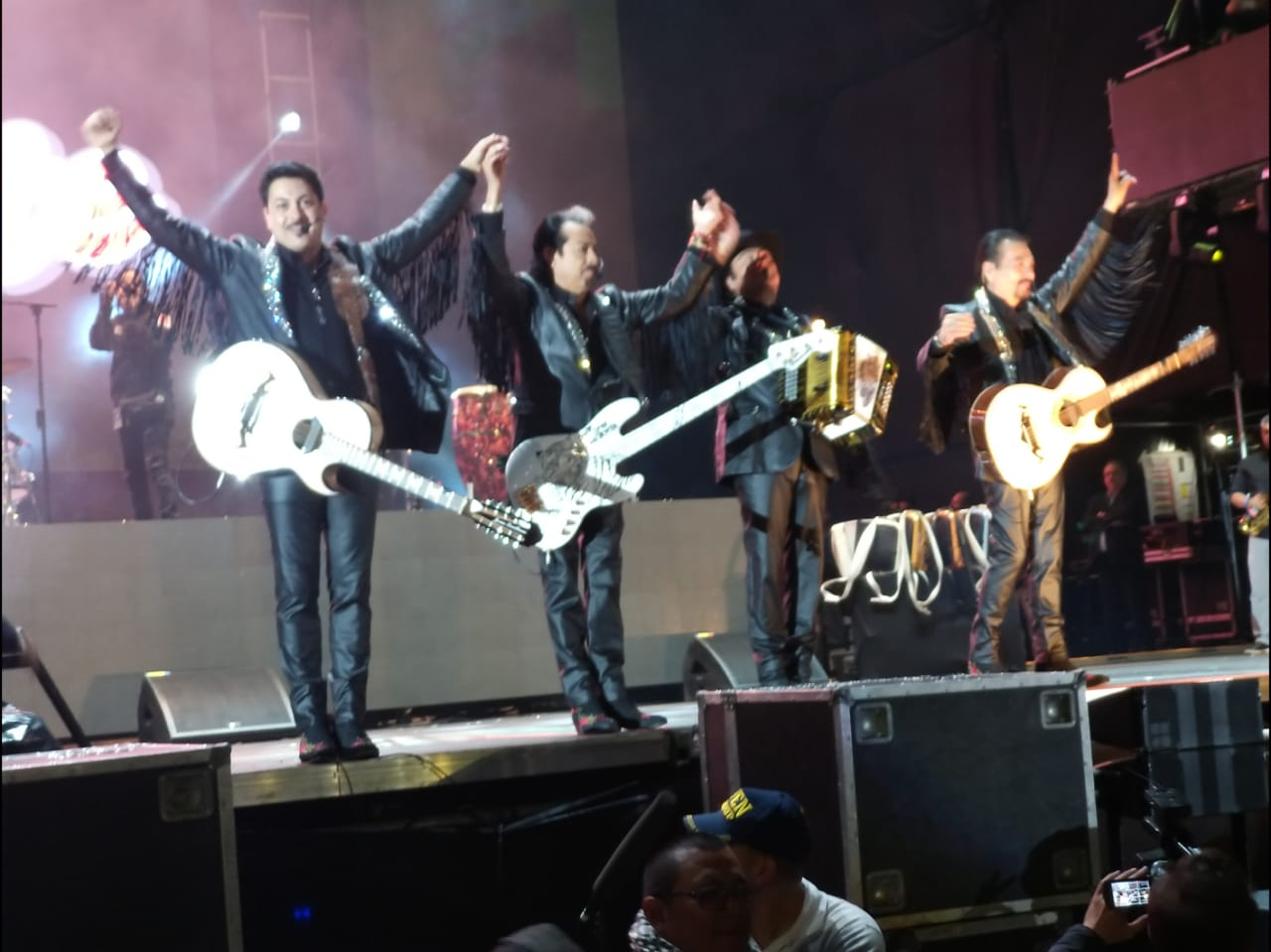
Tigres del Norte en Bogotá en 2019.

La historia de Los Tigres del Norte se inicia en Rosa Morada, sindicatura del municipio de Mocorito, estado de Sinaloa, México, en el año 1968, cuando Jorge, el mayor de la familia Hernández Angulo, convence a sus hermanos Raúl, Hernán y a su primo Óscar para formar un grupo. Por entonces Jorge sólo tenía 14 años. La precaria situación económica de la familia obligaba a todos a contribuir.
Sus primeros trabajos los encuentran en la cercana ciudad de Los Mochis, Sinaloa, donde tocaban en restaurantes. Poco tiempo después deciden trasladarse a la ciudad fronteriza de Mexicali, Baja California en donde eran conocidos con el nombre de "Los Norteños de Chihuahua", aunque nunca fue el nombre oficial de la agrupación. Un día, cuando ya Jorge contaba 22 años, son contratados para tocar en San José, California, durante las celebraciones del 5 de mayo. Fue en su primer viaje a los Estados Unidos; al cruzar la frontera, cuando un agente de inmigración les preguntó por el nombre del grupo, el cual aún no existía; el oficial, al verlos tan jovencitos, los llamó: little tigers ("Tigrillos" o "Los Pequeños Tigres"), pero luego les dijo que crecerían, así que los bautizó como Los Tigres del Norte.
Cuando llegaron a San José fueron escuchados por un inglés llamado Arthur Walker que, a pesar de no hablar español, les dio la oportunidad de grabar un disco. Les compró instrumentos y les proporcionó clases de música. Ese mismo año grabaron su primer disco, por lo que decidieron fijar su residencia en San José, hasta el día de hoy. Este disco fue conocido como «Juana La traicionera» / «Por el amor a mis hijos», el primer disco que editaron Los Tigres Del Norte.
Pero el éxito no llegó repentinamente. Grabaron cuatro discos sin mayor repercusión; antes de grabar el quinto, en el año 1973, «Contrabando y traición», que los llevaría a la fama, se unió al grupo el saxofonista Guadalupe Olivo, originario de San Luis Potosí (México), también antes de la realización de este LP su promotor Arthur Walker le dijo a Hernán que hacía falta un cambio, y fue así como le llevó a un experto para que le diera clases de bajo eléctrico para sustituir el tololoche o contrabajo. De igual forma durante la grabación de la canción Contrabando y Traición cambio la forma de cantar del grupo, debido a que siempre se cantaba a dueto y esta fue la primera canción que cantó solo Jorge con los coros de Hernán.La formación siguió así hasta 1988 cuando, por problemas de salud, Guadalupe tuvo que abandonar el grupo. El último disco en el que Olivo participó antes de dejar el grupo fue Ídolos del pueblo. Para sustituirlo, nadie mejor que alguien de la familia, así en ese mismo año era su hermano Eduardo el que se unía al grupo, después de pertenecer a un grupo de su ya fallecida esposa Chabela y su Grupo Express, donde tocaba los teclados y fue la segunda voz.
En 1996, Raúl decide abandonar el grupo y lanzarse como solista. Según menciona, su separación no fue propiciada debido a algún desacuerdo, sino únicamente por la inquietud de hacerse valer por sí mismo y probar su suerte en solitario.
De nuevo recurren a un miembro de la familia, y es Luis, el hermano menor, quien se une al grupo en 1996. La primera grabación en la que tomaría parte fue Unidos para siempre. En ese disco Guadalupe Olivo volvió a reunirse con el grupo, pero de nuevo sus problemas de salud lo obligaron a dejarlo tras la grabación de cuatro discos. La agrupación asegura que en cuanto se recupere volverá a formar parte.
Durante sus más de 50 años de carrera han grabado más de 80 álbumes, con más de 750 canciones, han vendido más de 40 millones de copias, con 140 discos de platino, 135 de oro y 1 de diamante. Además, han participado en más de 16 películas, han sido nominados 15 veces a los premios Grammy, que ganaron el 2 de marzo de 1988 por su grabación Gracias.. América sin fronteras, y han participado con distintos músicos de muy variados géneros, tal como es el caso en 2002, donde colaboraron junto con Jaguares en la grabación del tema Detrás de los cerros, para su álbum El primer instinto. En 1993 lograron un récord de asistencia cuando lograron congregar a más de 200 000 personas en un concierto realizado en la Arena Deportiva de Los Ángeles.
Paralelo a sus actividades musicales, el grupo creó la Fundación Los Tigres del Norte, cuyas oficinas centrales están en el campus de la Universidad de California en Los Ángeles, destinada a contribuir en la conservación y la defensa de la herencia y tradición mexicana en los Estados Unidos. Por su labor social han sido merecedores a premios diversos.
La madrugada del 22 de octubre, Doña Consuelo Angulo de Hernández, madre de Jorge, Hernán, Luis y Eduardo Hernández, falleció en un hospital de Mexicali.

## Controversias
El grupo se ha visto envuelto en controversias debido a que en su repertorio se encuentran temas del género Narcocorrido, aunque ellos declaran no tener nada que ver con el narcotráfico.
También han acusado censura por parte del gobierno mexicano por sus canciones La Granja y El Circo, mismas que, se presumen, hacen alusión a altos funcionarios de ese país.

## Fundación

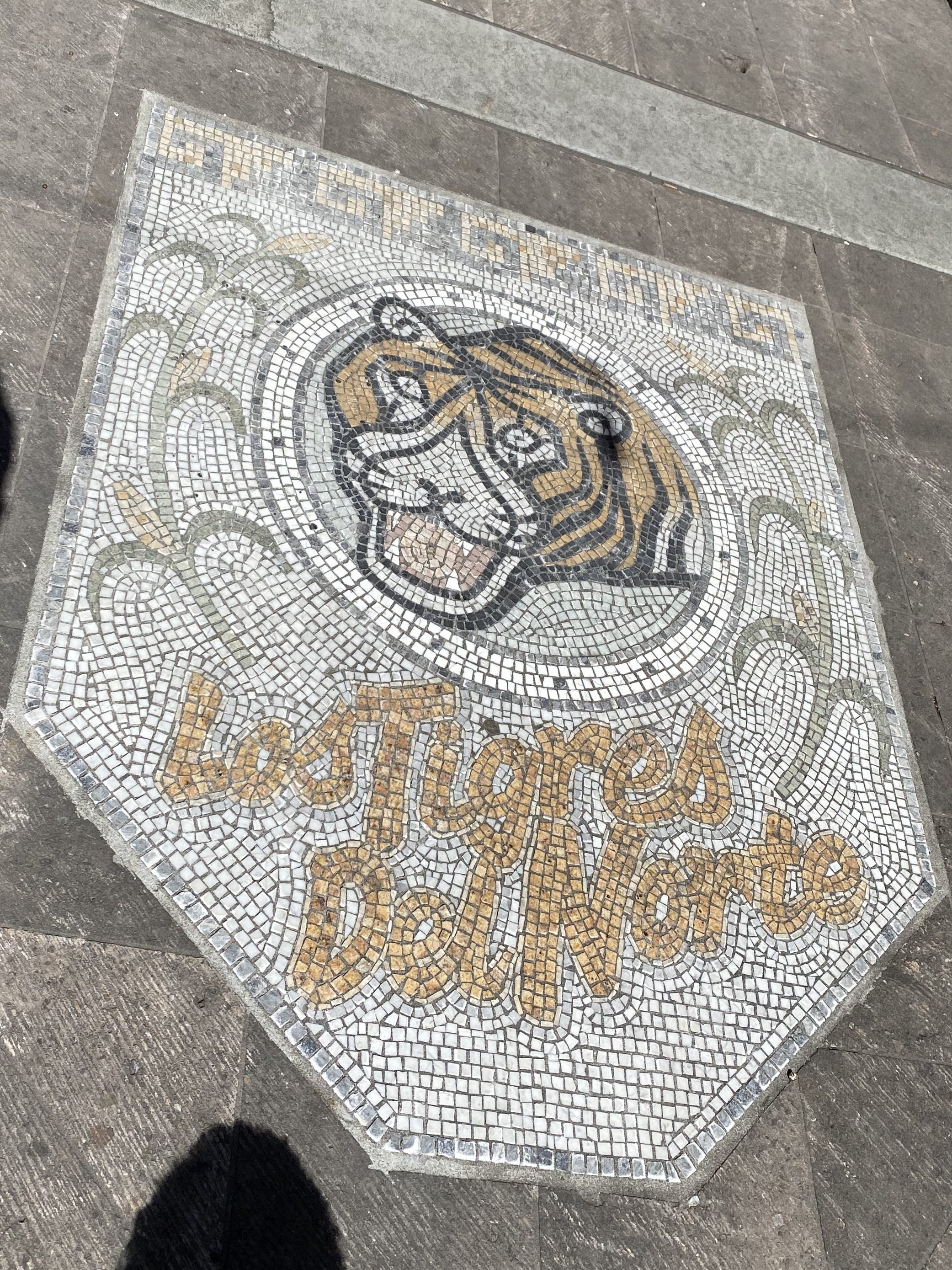
Mosaico Tributo a Los Tigres del Norte en San José, California

La Fundación Los Tigres del Norte (FLTDN) se erigió en mayo del 2000 con el propósito de fomentar una mayor apreciación y la preservación de las tradiciones musicales folklóricas mexicanas y mexicano-norteamericanas.
Según su sitio web, la Fundación Los Tigres del Norte es una corporación de California tipo 501(c)(3) sin fines de lucro que apoya a organizaciones para promover la apreciación y la comprensión de la música latina, su cultura y su historia a través de la educación y de los programas de alcance para la comunidad.
El Centro Investigativo de Estudios Chicanos de UCLA (CIEC) fue el beneficiario del primer subsidio de FLTDN, una entrega de $500 000, designado para digitalizar más de 32 000 grabaciones en español contenidas en la Colección Strachwitz Frontera.
La Colección Strachwitz Frontera consiste en tres secciones de música, divididas por época. La primera sección incluye aproximadamente 12 000 grabaciones en discos de 78 rpm de música vernácula mexicana, grabada entre 1908 y 1958. Documentan varios tipos de canciones líricas populares, incluidos los primeros discos de corridos (baladas narrativas que tratan los temas del día), boleros, rancheras, sones, y también algunos tipos de música instrumental, incluida la música de conjunto. Estas grabaciones forman parte de una colección privada de la Fundación Chris Strachwitz, y hasta la fecha es uno de los almacenes más extensos de música tradicional mexicana y mexicana-estadounidense.

## Recepción comercial
A principios de 2015 lanzaron el sencillo "Que tal si eres tú", que se desprende de su álbum Realidades. No tardó en posicionarse dentro de los primeros lugares de la lista Top latin songs – Popular México de monitorLATINO donde se ha mantenido 5 semanas y actualmente ocupa el primer lugar. En marzo de 2015, esta canción ingresa a las listas de Estados Unidos.

## Giras
- La Reunión Tour

## Discografía

### Álbumes de estudio
- Juana la traicionera (1968)
- Cuquita (1971)
- El Cheque (1972)
- Contrabando y traición (1974)
- La banda del carro rojo (1975)
- Pueblo querido (1976)
- Vivan los mojados (1977)
- Número ocho (1978)
- El Tahúr (1979)
- Plaza Garibaldi  (1980)
- Un día a la vez (1981)
- Éxitos para siempre... (1982)
- Carrera contra la muerte (1983)
- Internacionalmente norteños (1984)
- Jaula de oro (1985)
- A ti madrecita  (1986)
- El otro mexico (1986)
- Gracias América... sin fronteras (1987)
- Ídolos del pueblo (1988)
- Corridos prohibidos (1989)
- Mi buena suerte (1989)
- Para adoloridos (1990)
- ¡Incansables! (1991)
- Una noche con Los Tigres del Norte (1992)
- Tan bonita (1992)
- La garra de... (1993)
- Vivan los mojados (1994)
- Los dos plebes (1994)
- El ejemplo (1995)
- Unidos para siempre (1996)
- Jefe de jefes (1997)
- Así como tú (1997)
- Herencia de familia (1999)
- De paisano a paisano (2000)
- Uniendo fronteras (2001)
- La Reina del Sur (2002)
- Pacto de sangre (2004)
- Directo al corazón (2005)
- Historias que contar (2006)
- Detalles y emociones (2007)
- Raíces (2008)
- La granja (2009)
- Realidades (2014)
- Realidades Deluxe Edition (dos volúmenes) (2014)
- A Ti Madrecita (2015)
- Y su palabra es la Ley - Homenaje A Vicente Fernández (2020)
- La Reunión Deluxe (2022)
- Aquí Mando Yo (2024)
- La Lotería (2025)

### Películas
- La banda del carro rojo (cameo) (1973)
- Ya Encontraron A Camelia (1973)
- Pueblo Querido (1974)
- La Muerte Del Soplón (secundarios) (1974)
- Vivan Los Mojados (1975)
- El Hijo de Camelia (1975)
- 30 Segundos Para Morir (1977)
- El Tahur (1977)
- Un Día A La Vez (1979)
- La Fuga Del Rojo (1979)
- Carrera Contra La Muerte (1981)
- Frontera Internacional (1981)
- La Tumba Del Mojado (1982)
- Jaula De Oro (secundarios)(1983)
- El Otro México (1985)
- La puerta negra (principales) (1986)
- Tres Veces Mojado (principales) (1987)
- Los Tres Gallos (secundarios) (1988)
- La camioneta gris (principales) (1988)
- El Zorro de Ojinaga (1988)
- El Espinazo del Diablo (1988)
- El Avión de la Muerte (1989)
- Ni Parientes Somos (secundarios) (1989)
- Amor a la medida (principales) (1992)
- La Tumba Falsa (1993)
- Los Dos Plebes (1994)
- Mi Sangre Prisionera (1996)
- Jefe de Jefes (1997)
- Mis Dos Patrias (secundarios) (1997)
- La Baraja Bendita (1998)
- De Paisano A Paisano (2000)
- Somos Más Americanos (2001)
- El Santo De Los Mojados (2003)
- La Huella Del Alacrán (2006)
- Los Mal Portados (2006)
- La misma Luna (cameo) (2007)
- El Discípulo Del Diablo (2010)
- Aguas Revueltas (2013)
- La Bala (2015)

### Discografía oficial completa
- Juana la traicionera (1968)
- Sufro porque te quiero (1969)
- Cuquita (1970)
- Mi corazón insiste (1971)
- En la Plaza Garibaldi (1972)
- Orgullo de Sinaloa (1974)
- Contrabando y traición (1974)
- La banda el carro rojo (1975)
- Pueblo querido (1976)
- Vivan los mojados (1979)
- El Tahur (1980)
- Un día a la vez (1981)
- Padre Nuestro (1982)
- Carrera contra la Muerte (1983)
- La tumba del mojado (1984)
- Jaula de oro (1984)
- A ti Madrecita (1985)
- El otro México (1986)
- Gracias, América... Sin fronteras (1987)
- Ídolos del Pueblo (1988)
- Corridos prohibidos (1989)
- Los Hijos De Hernández (1989)
- Mi buena suerte (1990)
- Para adoloridos (1991)
- Incansables (1991)
- Tan bonita (1992)
- La garra de... (1993)
- Los dos plebes (1994)
- El ejemplo (1995)
- Unidos para siempre (1996)
- Jefe de jefes (1997)
- Así como tú (1998)
- Herencia de familia (1999)
- De paisano a paisano (2000)
- Uniendo fronteras (2001)
- La reina del Sur (2002)
- Pacto de sangre (2003)
- Directo al corazón (2004)
- Historias que contar (2005)
- Detalles y emociones (2006)
- Orgullo de México (2007)
- Raíces (2008)
- La granja (2009)
- Más zarpazos (2010)
- Siguen los zarpazos (2011)
- Corridos internacionales (2012)
- El rugido de... (2013)
- Realidades (2014)
- Rugiendo desde el Azteca (2015)
- Ataúd (2016) (sencillo)
- Y su palabra es la ley "homenaje a Vicente Fernández" (2020)
- La Reunión EP (2021)
- La Reunión Deluxe (2022)
- Aquí Mando Yo EP (2024)

### Álbumes en vivo
- Los Ídolos del Pueblo: Los Tigres del Norte en vivo desde Monterrey (Vol.1 y Vol.2) (1988) (audio y video)
- Una noche con... Los Tigres del Norte (1992) (solo en video)
(Este disco fue grabado en Arizona y existen los discos "Una noche con... Los Invasores de Nuevo León" quiénes tocaron antes de los Tigres del Norte y "Una noche con... Los Tráileros del Norte" que tocaron durante el intermedio de los Tigres del Norte en el "Primer Festival Norteño Internacional")
- Los Tigres del Norte: en Vivo desde el Zócalo Capitalino (1999) (solo en video)
- Los Tigres del Norte: Desde Dallas, Texas Stadium (2002) (solo en video)
- Tu noche con... Los Tigres del Norte (2008) (audio y video)
- MTV Unplugged: Los Tigres del Norte & Friends (2011) (audio y video)
- Desde el Azteca (2015) (audio y video)
- Los Tigres del Norte at Folsom Prison (2019) (audio, video y video-documental en Netflix)
- Lo Que No Escuchaste MTV Unplugged (Live) (2021) (solo audio)

### Álbumes recopilatorios
Se publicaron los siguientes álbumes recopilatorios:
- 16 Super éxitos (1988, Fonovisa)
- 24 éxitos serie de colección (1991, Fonovisa)
- 16 grandes éxitos (1992, Fonovisa)
- Serie de colección (1992, Fonovisa)
- Super pistas, vol. 3 (1995, Mediterráneo)
- Super pistas, vol. 2 (1995, Mediterráneo)
- Super pistas (1995, Mediterráneo)
- 15 super éxitos Disa (1995, Gema)
- 16 kilates musicales (1995, Fonovisa)
- 16 zarpasos (1996, Fonovisa)
- Master pistas, vol. 4 (1997, Spartacus)
- Master pistas, vol. 5 (1997, Spartacus)
- Herencia musical: 20 corridos inolvidables (2003, Fonovisa)
- Herencia musical: 20 boleros románticos (2003, Univision Records / Fonovisa)
- Herencia musical: 20 norteñas famosas (2004, Fonovisa)
- Internacionales Panteras de Nuevo León (2005, Dimsa)
- Las más pedidas (2005, Fonovisa)
- Cumbias y algo más (2005, Fonovisa)
- Grandes éxitos de Los Tigres del Norte, Vol. 1 (2006, Protel)
- Las que pegaron de Los Tigres del Norte (2007)
- 20 corridos prohibidos (2007, Fonovisa)
- 25 joyas (2007, Fonovisa)
- Tigres y cadetes, vol. 1 (2009)
- Las grandes norteñas de los ídolos del pueblo: Leyenda y tradición (2009, Fonovisa)
- 16 grandes éxitos [video] (Datel)
- Leyenda y tradición: Los mejores corridos de los jefes de jefes (Fonovisa)
- 15 años Jefes de jefes 19 temas (reeditado, 2012)
- Herencia de familia 19 temas (reeditado, 2012)
- A Ti Madrecita (2015)
- "15 Grandes Éxitos de Los Tigres del Norte" (1983, Gamma)

### Sencillos
- «Juana la traicionera»/«Por el amor a mis hijos» (1968)
- «Sufro porque te quiero»/«La Cochicuina» (1969)
- «Mi caballo ensillado» (1970)
- «La loba del mal» (1970)
- «Sí, sí, sí»/«Chayo Chaires» (1971)
- «Cuquita» (1971) (primer disco oficialmente)
- «El cheque» (1972)
- «No lloraré» (1973)
- «Contrabando y traición» (1974)
- «La banda del carro rojo» (1975)
- «Pueblo querido» (1976)
- «Vivan los mojados» (1977)
- «Número ocho» (1978)
- «El que tanto te amo» (1979)
- «Rio Magdalena» (1979)
- «Hermosa luna» (1979)
- «...un día a la vez» (1981)
- «Adolfo mi compadre» (1984)
- «A ti, madrecita» (1985)
- «La puerta negra» (1986)
- «Con sentimiento y sabor - Tan bonita» (1992)
- «La navidad de los pobres» (1994)
- «Cuento de navidad» (1994)
- «Que de raro tiene» (1995)
- «Directo al corazón» (2005)
- «Aguas revueltas» (2010)
- «La bala» (2014)
- «Pa' Los Plebes y Mis Compas» (2022)
- «Pan y Miel»  (2023)
- «She is Wow»  (2023)
- «La Venganza» (2024)

### Colaboraciones
- "El último adiós" (solo Jorge Hernández) con otros artistas (2001)
- "Tú Cárcel" a dueto con Marco Antonio Solís (2015)
- "Para Sacarte de Mi Vida" a dueto con Alejandro Fernández (2018)
- "Rodolfo el Reno" para el álbum "Eterna Navidad Celebremos" (2020)

## Premios y nominaciones

### Premios Grammy
| Año  | Trabajo nominado                                | Categoría                               | Resultado |
| ---- | ----------------------------------------------- | --------------------------------------- | --------- |
| 1987 | El Otro México                                  | Mejor Álbum Mexicano/Mexicano-Americano | Nominados |
| 1988 | Gracias!....America...Sin Fronteras             | Mejor Álbum Mexicano/Mexicano-Americano | Ganadores |
| 1989 | Ídolos del Pueblo                               | Mejor Álbum Mexicano/Mexicano-Americano | Nominados |
| 1990 | Corridos Prohibidos                             | Mejor Álbum Mexicano/Mexicano-Americano | Nominados |
| 1992 | Para Adoloridos                                 | Mejor Álbum Mexicano/Mexicano-Americano | Nominados |
| 1993 | Con Sentimiento y Sabor                         | Mejor Álbum Mexicano/Mexicano-Americano | Nominados |
| 1994 | La Garra de...                                  | Mejor Álbum Mexicano/Mexicano-Americano | Nominados |
| 1998 | Jefe de Jefes                                   | Mejor Álbum Mexicano/Mexicano-Americano | Nominados |
| 2004 | La Reina del Sur                                | Mejor Álbum Mexicano/Mexicano-Americano | Nominados |
| 2009 | Raíces                                          | Mejor Álbum Norteño                     | Ganadores |
| 2010 | Tu Noche con... Los Tigres del Norte            | Mejor Álbum Norteño                     | Ganadores |
| 2012 | MTV Unplugged: Los Tigres del Norte and friends | Mejor Álbum de Banda o Norteño          | Ganadores |
| 2016 | Realidades (Deluxe Edition)                     | Mejor Álbum Mexicano Regional           | Ganadores |

### Premios Grammy Latinos
| Año  | Trabajo nominado                                | Categoría                       | Resultado |
| ---- | ----------------------------------------------- | ------------------------------- | --------- |
| 2000 | Herencia de Familia                             | Mejor Álbum Norteño             | Ganadores |
| 2001 | De Paisano a Paisano                            | Mejor Álbum Norteño             | Ganadores |
| 2001 | De Paisano a Paisano                            | Mejor Canción Regional Mexicana | Ganadores |
| 2004 | Pacto de Sangre                                 | Mejor Álbum Norteño             | Ganadores |
| 2005 | Directo al Corazón                              | Mejor Álbum Norteño             | Nominados |
| 2006 | Historias que Contar                            | Mejor Álbum Norteño             | Ganadores |
| 2008 | Raíces                                          | Mejor Álbum Norteño             | Nominados |
| 2011 | MTV Unplugged: Los Tigres del Norte and friends | Mejor Álbum Norteño             | Ganadores |
| 2011 | Golpes en el Corazón                            | Grabación del Año               | Nominados |
| 2016 | Desde el Azteca                                 | Mejor Álbum Norteño             | Ganadores |
| 2016 | Ataúd                                           | Mejor Canción Regional Mexicana | Ganadores |
| 2022 | La Reunión (Deluxe)                             | Mejor Álbum de Música Norteña   | Ganadores |

### Premios Eres
| Año  | Categoría           | Programa/Telenovela  | Resultado |
| ---- | ------------------- | -------------------- | --------- |
| 1991 | Mejor grupo norteño | Los Tigres del Norte | Ganadores |

## Multinstrumentistas
Los Tigres del Norte, ha sido una banda la cual ha caracterizado a sus integrantes por sus cualidades en el multinstrumentismo, debido a que Todos sus Integrantes y exintegrantes mínimo tocan 2 Instrumentos, lo cual ha hecho que la banda tenga una mayor versatilidad en caso de que alguno de sus integrantes por alguna causa de fuerza mayor no pueda asistir a alguna presentación, siendo Eduardo Hernández, el que posee de mejor manera esta cualidad.
- Jorge Hernández - Acordeón, bajo sexto y guitarra
- Hernán Hernández - Bajo eléctrico, contrabajo, tololoche, acordeón, bajo sexto, guitarra y bajo acústico
- Raúl Hernández - Bajo sexto, guitarra y tololoche
- Óscar Lara - Batería, tarola, redova y tololoche
- Guadalupe Olivo - Saxofón, Bajo sexto y acordeón
- Eduardo Hernández - Acordeón, saxofón, bajo sexto, batería, teclados, bajo, guitarra, clarinete, piano, acordeón de piano (teclas) y percusiones
- Freddy Hernández (†)- Percusiones, guitarra y piano
- Luis Hernández - Bajo sexto, piano y guitarra